# باب الحديد (القدس)

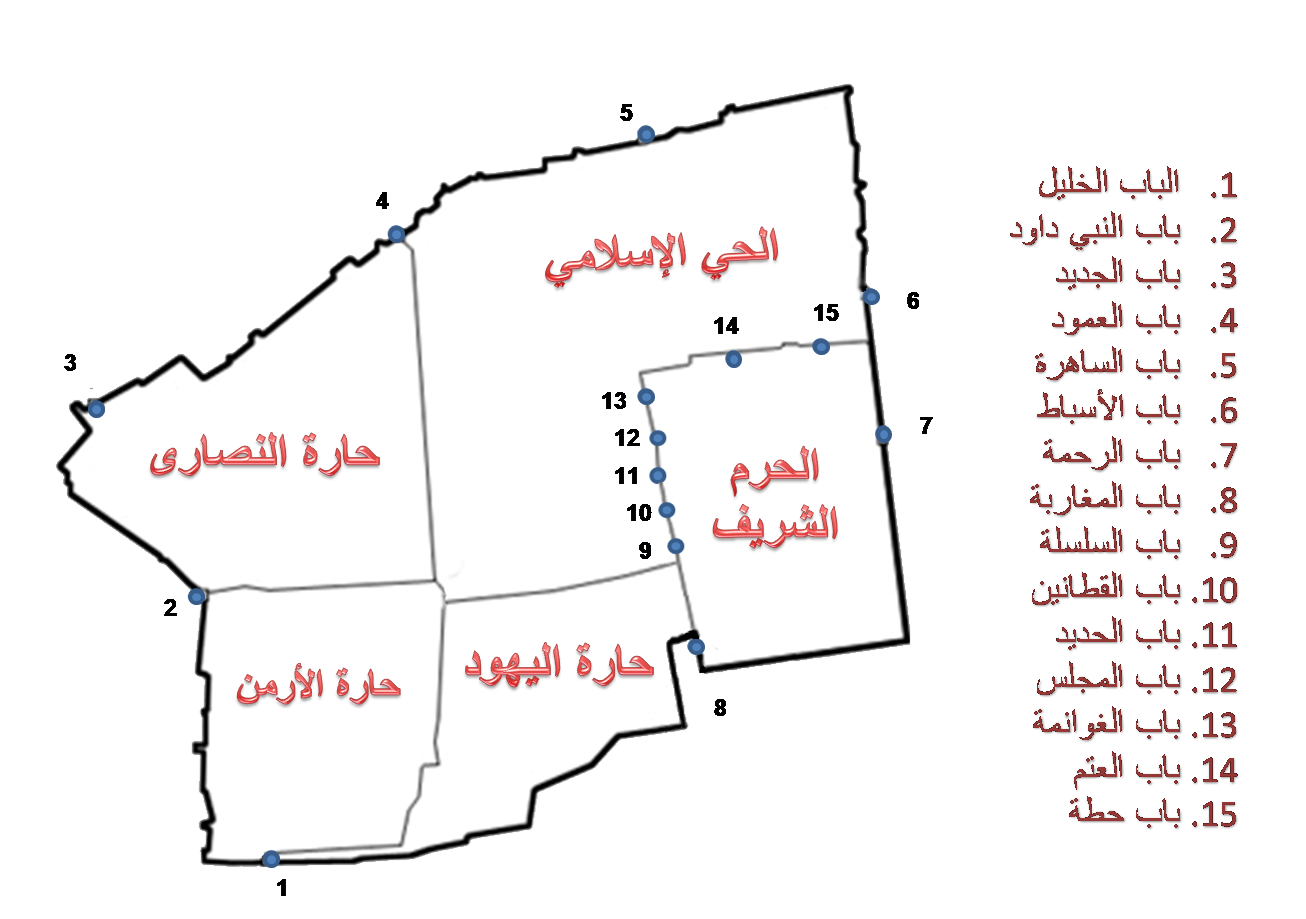
صورة: بوابات القدس القديمة والمسجد الأقصى.

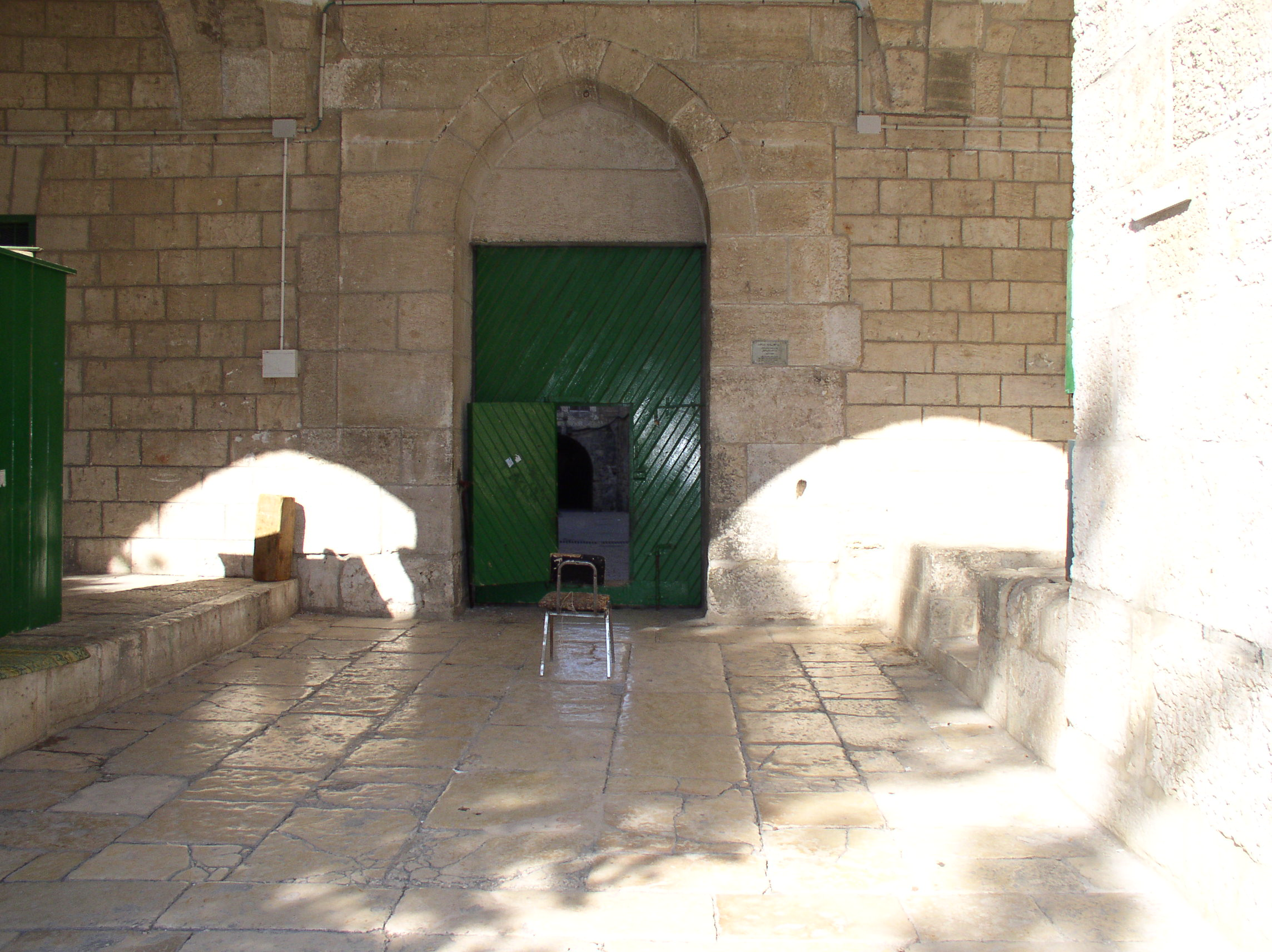
باب الحديد.

باب الحديد هو إحدى أبواب المسجد الأقصى المفتوحة، ويقع في الواجهة الغربية للمسجد الأقصى، وهو أحد المداخل المتفرعة عن طريق باب العمود. وقد سمي بهذا الاسم نسبة إلى الأمير أرغون الكاملي الذي يعني باللغة التركية الـحديد، وقد جدد في عهده بين سنتي 755هـــ و758هـــ/1354-1357م, ويقع الباب على مسافة كيلو متر واحد غرب باب العمود.
والباب عبارة عن فتحة مستطيلة بعقد، ويتقدمه من الواجهة الشرقية دركاة مغطاة بقبو متقاطع، وباب الحديد على شكل قوس حذوي مدبب على جانبيه مداميك حجرية بارتفاع 60 سم تقريبا، ويعلو الباب واجهة تعود للفترة المملوكية، وتتوسط هذه الواجهة نافذة معقودة بعقد مدبب زخرف بخطوط متعرجة.